# Елопс
Елопсите (Elops saurus) са вид актиноптери от семейство Elopidae.
Те са незастрашен вид.
Таксонът е описан за пръв път от Карл Линей през 1766 година.